# Anormenis coerulescens
Anormenis coerulescens är en insektsart som först beskrevs av Melichar 1902.  Anormenis coerulescens ingår i släktet Anormenis och familjen Flatidae. Inga underarter finns listade i Catalogue of Life.